# Hirnyk Kalmiuskie
Hirnyk Kalmiuskie (ukr. ФК «Гірник» Кальміуське) – ukraiński klub piłkarski, mający siedzibę w mieście Kalmiuskie, w obwodzie donieckim, na wschodzie kraju, grający w sezonie 1997/98 w rozgrywkach ukraińskiej Drugiej ligi.

## Historia
Chronologia nazw:
- 1994: Metałurh Komsomolskie (ukr. ФК «Металург» Комсомольське)
- 2006: Hirnyk-Illicziweć Komsomolskie (ukr. ФК «Гірник-Іллічівець» Комсомольське)
- 2011: Hirnyk Komsomolskie (ukr. ФК «Гірник» Комсомольське)
- 12.05.2016: Hirnyk Kalmiuskie (ukr. ФК «Гірник» Кальміуське)

Drużyna piłkarska Metałurh została założona w mieście Komsomolśke w XX wieku. Zespół występował w rozgrywkach mistrzostw i Pucharu obwodu donieckiego.
W sezonie 1994/95 debiutował w Amatorskiej Lidze, gdzie zajął dziesiąte miejsce w 5 podgrupie. Po rocznej przerwie w sezonie 1996/97 zajął najpierw pierwsze miejsce w 5 grupie, a potem piąte miejsce w turnieju finałowym, które dało awans do rozgrywek profesjonalnych.
W sezonie 1997/98 zajął ostatnie, 16. miejsce w Drugiej Lidze, Grupie W i pożegnał się z rozgrywkami na poziomie profesjonalnym. W sezonie 1998/99 zajął czwarte miejsce w 3 grupie Amatorskiej Lihi. W sezonie 1999 był szóstym w 3 grupie. W 2000 zajął czwarte miejsce w 7 grupie, a w 2001 ponownie czwarte w 6 grupie. Potem dopiero w 2004 występował w Amatorskiej Lidze, gdzie zajął najpierw trzecie miejsce w 6 grupie, a potem w turnieju finałowym ósme miejsce. W 2005 był czwarty w grupie B. W 2006 klub zmienił nazwę na Hirnyk-Illicziweć i kontynuował występy w Amatorskiej Lidze, zajmując najpierw drugie miejsce w 4 grupie, a potem czwarte w drugim etapie. Potem występował tylko w rozgrywkach mistrzostw i Pucharu obwodu.
W 2011 klub skrócił nazwę do Hirnyk. 12 maja 2016 w związku z dekomunizacją na Ukrainie miasto Komsomolsk zostało przemianowane na Kalmiuskie.

## Sukcesy
- Druha Liha, Grupa W:

16. miejsce: 1997/98
- Puchar Ukrainy:

1/256 finału: 1997/98